# راديو ايس
راديو ايس (بالإنجليزية: ace radio)‏ هي شركة إذاعية أسترالية تمتلك وتدير العديد من محطات AM وFM في فيكتوريا.
تعود ملكية راديو ايس إلى رولي وجودي باترسون ويتضمن 17 محطة إذاعية عبر فيكتوريا وجنوب نيو ساوث ويلز.
تمتلك المحطة أيضًا صحيفة The Weekly Advertiser مع خدمة توصيل مجانية لسكان ويميرا بالإضافة إلى وكالة التسويق الرقمي ACE Digital. توظف محطة إذاعة ايس حاليًا أكثر من 240 شخصًا.[بحاجة لمصدر]